# Enna-Dagan
Enna-Dagan (fl. XXIV secolo a.C.) è stato un re (Lugal), probabilmente il nono, della seconda dinastia della città di Mari, importante snodo commerciale fra la Mesopotamia e l'Asia minore.
Enna-Dagan (regnò intorno al 2340 a.C.), il suo nome compare già in alcuni documenti del suo predecessore Nizi, come destinatario di doni e tributi, rivelando la sua appartenenza alla famiglia reale. Il suo nome è noto soprattutto per la famosa lettera indirizzata al re di Ebla, in cui nella prima parte sono elencate le imprese militari vittoriose contro il regno di Ebla dei suoi predecessori (in particolare Iblul-Il) e poi elenca i tributi che Ebla dovrà versare nei primi due anni del suo regno. Questa lettera fu scritta probabilmente poco dopo la sua salita al trono, per esigere dal riluttante regno di Ebla i tributi che si era impegnato a versare con il trattato di pace siglato con il suo predecessore Iblul-Il.

Anche Enna-Dagan ricevette tributi da Ebla ma meno dei suoi predecessori, inoltre, mentre nei documenti marioti questi versamenti sono indicati come mu-DU, appunto tributi (contributi che un singolo o uno stato sono tenuti a versare ad una autorità superiore), i funzionari eblaiti cominciano a chiamarli nig-ba cioè doni (preziosi che i sovrani si scambiavano nel corso di cerimonie civili o religiose, su un piano paritario). Questo diverso atteggiamento, meno sottomesso, probabilmente fu il motivo per cui Enna-Dagan inviò la famosa lettera e forse c'era anche l'intenzione di dare un seguito militare alle minacce contenute nella lettera, ma il regno di Enna-Dagan fu breve ed egli non ebbe il tempo di organizzare una campagna militare complessa. Alla sua morte divenne re di Mari Ikun-Ishar. Inizia una fase di progressivo indebolimento del regno di Mari, che culminerà con la perdita dell'egemonia mariota a favore del regno di Ebla dopo la sconfitta militare del 2004 a.C. circa.